# エールワイフ
エールワイフ(Alewife、Alosa pseudoharengus)は、ニシン科に属する魚類の一種。両側回遊型と陸封型がおり、陸封型はsawbelly・mooneyeとも呼ばれる（mooneyeはヒオドン科の魚類に対しても用いられる）。同じ水域に生息する魚と比べると、大きく、体高が高いことで区別できる。この体型から"太った女将"を意味する"ale-wife"と名付けられた。カナダ大西洋州ではgaspereau、ノバ・スコシア州南西部では kiack または kyack と呼ばれる。
ロブスター・タラ・サバ漁などの餌として好まれるほか、食用にもなる。

## 形態・生態
本種は典型的な北米産シャッド（Pomolobus亜属）の一つである。
最大で全長40cmに達する。成体は群れを作り、主に沿岸や河口で過ごす。春には川を遡り、流れの緩やかな場所で産卵する。産卵後には海に戻るが、40-60%の個体は死亡する。寿命は10年ほどで、生涯に2-3回産卵するとみられる。稚魚は微生物を食べて成長し、夏から秋にかけて海に降りる。

## 五大湖への侵入
ウェランド運河を通ることでナイアガラ滝を迂回して五大湖に侵入した。ヒューロン湖・ミシガン湖で大増殖し、1950-1980年代にピークに達した。これは乱獲とウミヤツメの侵入により、頂点捕食者のレイクトラウトがほぼ消失していたことに起因する。この時代、本種の季節的な大量死により、湖岸には多数の死骸が漂着していた。これを制御するためにギンザケ・マスノスケなどの太平洋産サケが導入され、サケ/エールワイフ群集が成立することとなった。これは釣り人には喜ばれたが、一方で多くの在来種の減少を招いている。

## 保護
元々の生息地では急激に減少している。要因は様々だが、ダム建設による繁殖地の喪失・乱獲などが挙げられる。